# Piton de Mont Vert
Le piton de Mont Vert est un sommet de montagne de l'île de La Réunion, département et région d'outre-mer français dans le sud-ouest de l'océan Indien. Culminant à 636 mètres d'altitude sur les pentes sud-ouest du massif du Piton de la Fournaise, il est formé par un cône volcanique creusé par un cratère. Du fait de sa situation, il relève du territoire de Saint-Pierre, commune dont deux quartiers voisins portent le nom de Montvert les Hauts et Montvert les Bas, respectivement situés en amont et en aval du piton.

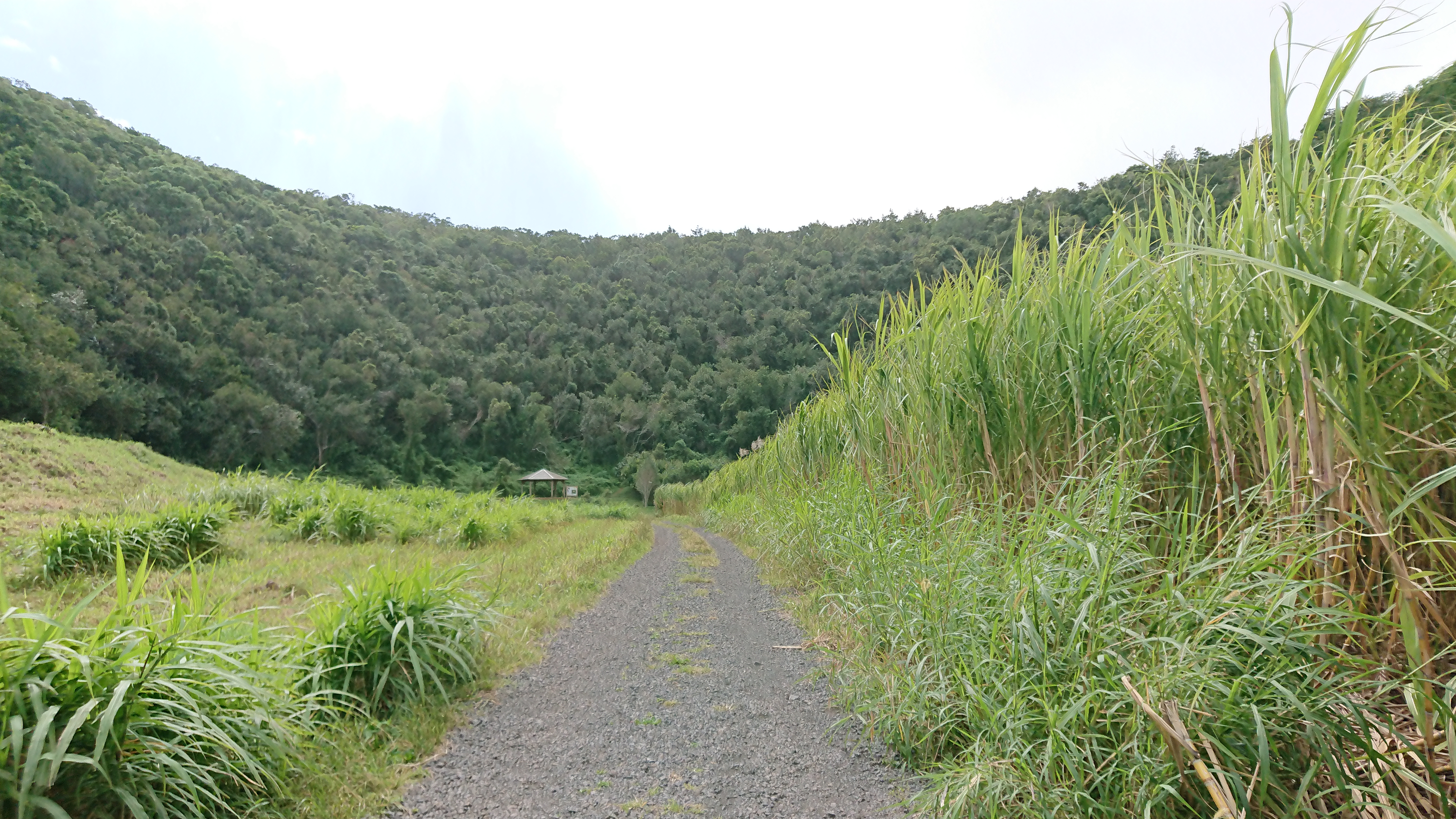
En direction du départ de la randonnée.
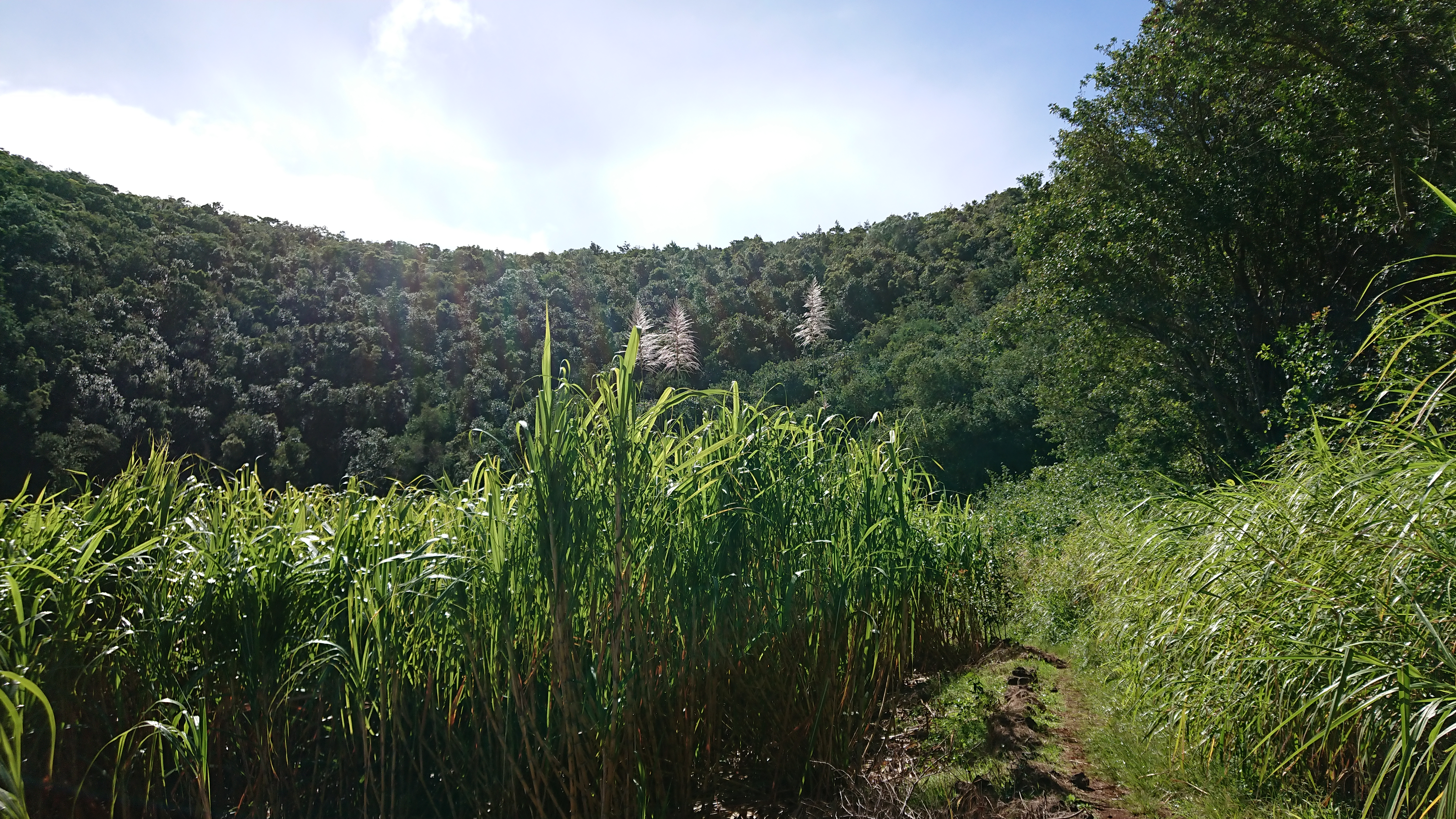
Champ de cannes à sucre en fleurs.
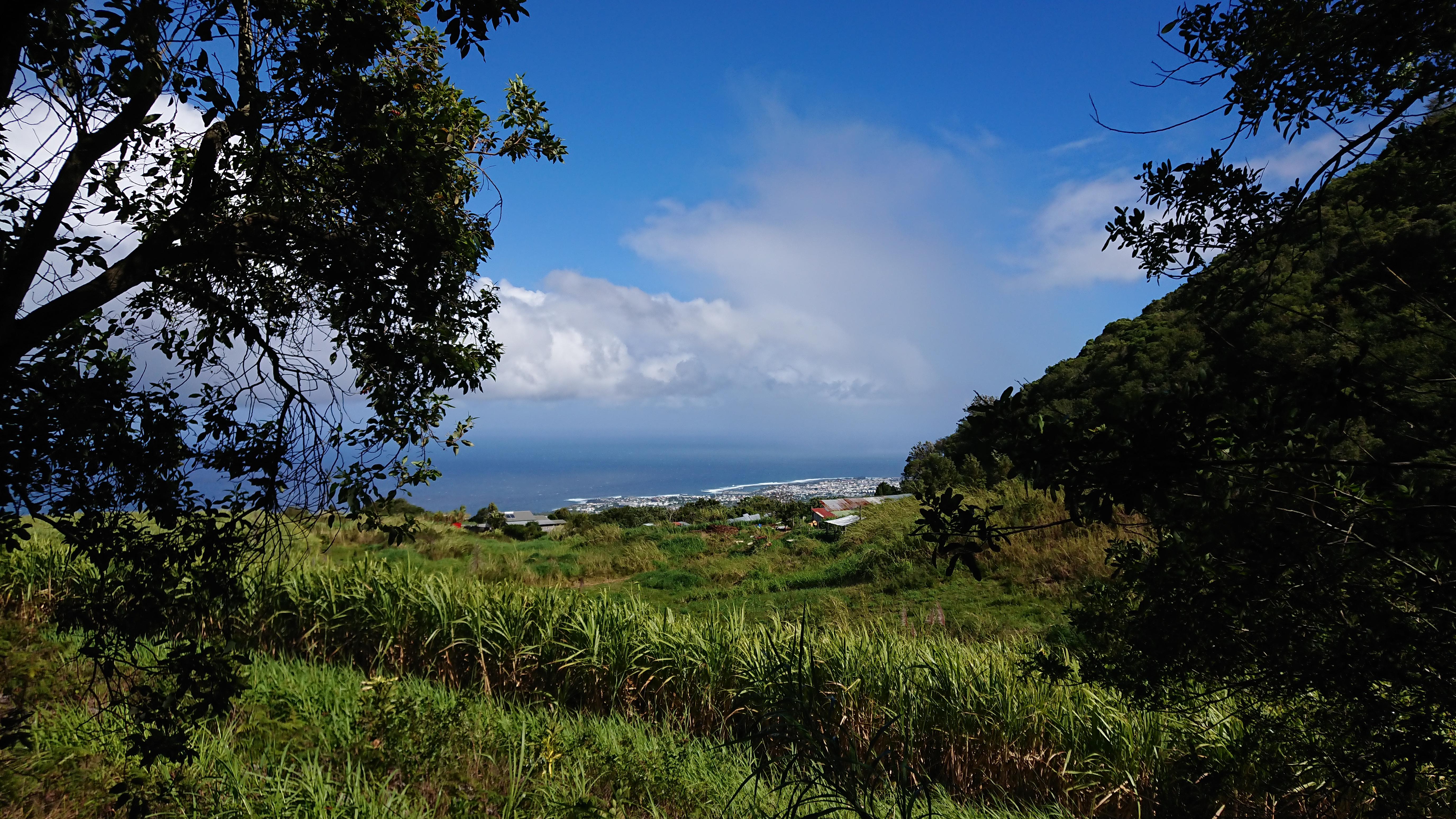
La vue sur l'océan depuis le piton Mont Vert.
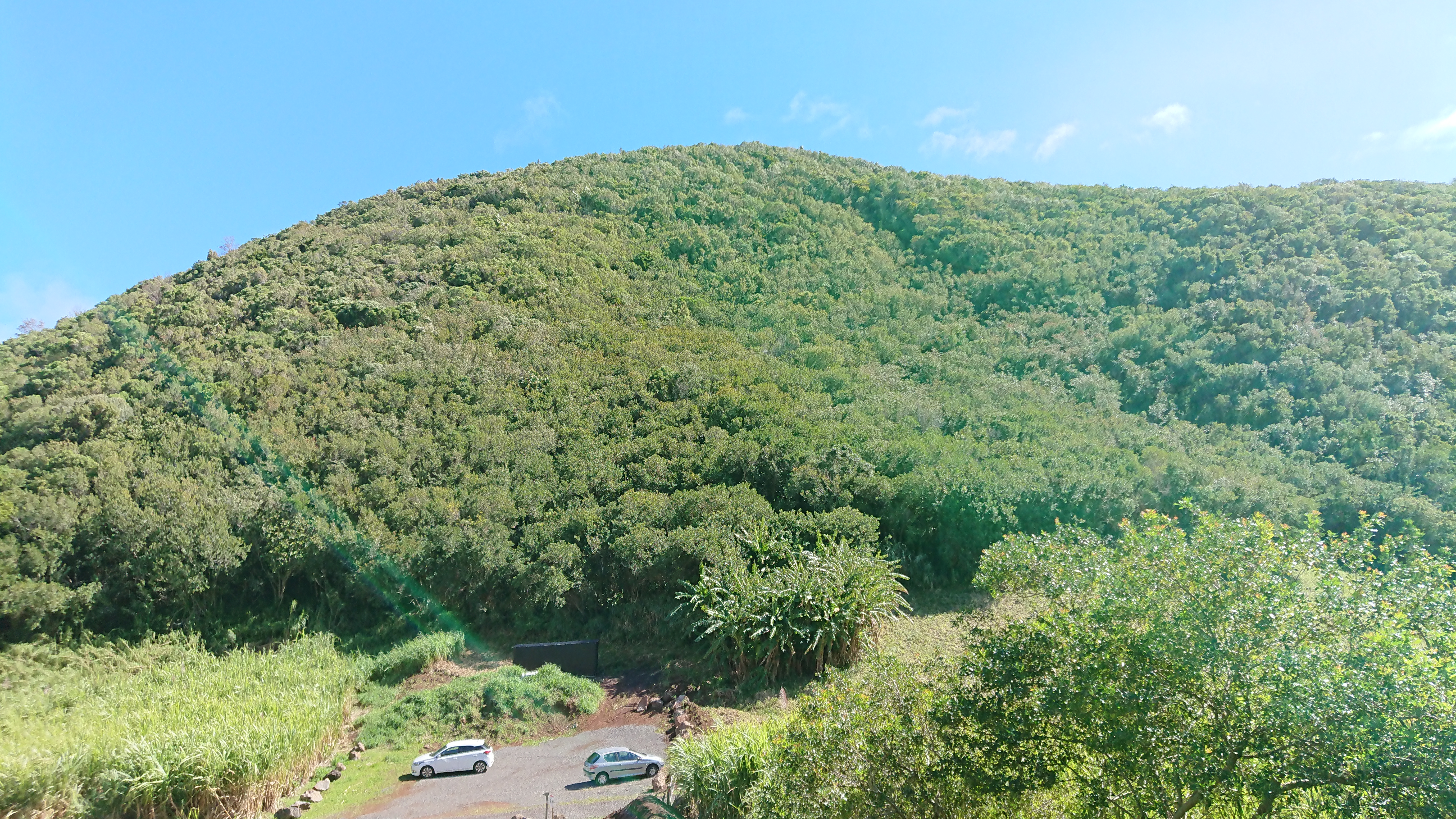
Le parking.